# الخوالقة
لخوالقة، هي جماعة قروية تابعة لإقليم اليوسفية ضمن جهة مراكش آسفي بالمغرب. بلغ عدد سكانها 16375 نسمة (تعداد 2014).